# Bihar (település)
Bihar (románul Biharia) községközpont Romániában, Bihar megyében. Hegyközkovácsi tartozik hozzá.

## Földrajz
Nagyváradtól 12 km-re északra, a Kösmő-patak jobb partján fekszik.

## Történelem
Bihar vármegye névadója és első központja.
Bihar vár Anonymus elbeszélése szerint a honfoglalás előtt Ménmarót vezér kazárok lakta országának központja, Ménmarót vára volt.
Nevét az oklevelek 1067-ben Byhoriensis, 1213-ban Bychor, 1332-ben Bihar, 1349-ben Byhor néven írták. A 11. században hercegség, 1061-től püspökség székhelye, melyet később Nagyváradra helyeztek át. Egykori sáncvárát a honfoglaló magyarok építették egy bronzkori földvár maradványaira. A várban létesítették a bihari püspökség központját is, mely már I. András halálakor (1061) fennállt. I. László 1093–94-ben alapította a váradi székeskáptalant és ide helyezte át a bihari központot is, viszont egy 1111-es oklevélben és III. Béla jövedelem összeírásában 1185-ben is bihari püspököt említenek váradi székhellyel. 1068-ban és 1091-ben kunok (úzok) pusztították el a várat és környékét, majd a 12–13. században újjáépítik és feltehetően ekkor építik a kőfalat a sánc tetejére. A vár az 1241-42-es tatárjárás után elvesztette jelentőségét. Utoljára a Rákóczi-szabadságharcban játszott szerepet: az itt táborozó és a sáncokat megerősítő kurucokat 1704. január 8-án a bihari rajtaütés során legyőzte az aradi vár Nagyváradot is felmentő császári parancsnoka, Löffelholz ezredes.
1896-ban az ezredforduló tiszteletére itt is emlékművet avattak. A vár közepén földhalmon állt az emlékoszlop turulmadárral, csőrében karddal, mely 1919-ben eltűnt, de a halom ma is áll. A vár egy részén ma focipálya található. Az emlékmű nyugati oldalán a következő felírás volt olvasható:
"A magyarok ezredéves bejövetelének emlékére, állíttatott közadakozásból, Bihar vármegye támogatásával 1896."
Az északi oldalon:
"Állj kőemlék, állj a végtelenségig!
Jelképeként a honszeretetnek.
Hont szeretni végleheletéig
Tanítsd minden fiát e nemzetnek."
A déli oldalon:
"Magyarok Istene
Hallgasd meg imánkat,
Tedd nagygyá s boldoggá
Imádott hazánkat.
Védd az ellenségtől,
Óvd meg belviszálytól,
Hogy bámult s irigyelt
Legyen a világtól."
A keleti oldalon:
"Honszerző dicső elődeink által Mén Maróth bolgár fejedelemtől elfoglalt ezen bihari földvár, még sok század multán a magyar szabadság vára, Rákóczy kurucz vitézeinek tanyája és véres küzdelmeinek szinhelye vala."
1900-ban a Bihari és nagyváradi történelmi és régészeti egyesület választmánya kiküldte Karácsonyi Jánost, Cséplő Pétert és Tóth-Szabó Pált az ásatások megkezdésére, ez volt az első nagy ásatás a vár területén.
1910-ben 3027 lakosából 3021 magyar volt. A trianoni békeszerződésig Bihar vármegye Nagyváradi járásához tartozott.
1920 után Romániához csatolták a területet és 1973 és 1980 között zajlott a következő nagy ásatás Sever Dumitrascu vezetésével.

### Biharvár
A bihari földvár, más néven Biharvár és környéke fontos fejedelmi központ lehetett a honfoglalás kori Magyarországon az Alföld és Erdély között. A bronzkori bihari földvár átépítése hatalmas várrá nem sokkal  a honfoglalás után elkezdődhetett. Hasonló védelmi szerepet töltött be a Körös alföldi „bejáratánál”, mint a Tisza mentén a szabolcsi földvár vagy a Marosnál Marosvár, az al-dunai kapuban pedig Krassóvár.
A 20. században is 9–12 méter magas, közel 15 méter széles földsáncokkal körülvett, erődítményeivel együtt 8 katasztrális holdon elterülő, (200×182 méteres alapterületű) Biharvár az eddigi régészeti eredmények szerint több korszakon át épült. A 20. században látható formáját-méretét a 11. században vette fel. Ekkor már kőfal emelkedett a földsáncon, akárcsak Doboka-váron vagy Tordaváron, és csak egy kapuja volt, a délnyugati. A sánc észak- és délkeleti sarkait 1704. évi táborozásakor Rákóczi bonttatta ki. A belsejében talált kőalapozások, talán templomalapok 11–12. századi hercegi, ispáni építkezések maradványai. 10. századiak viszont alattuk az ún. C réteg leletei. Erre az időre tehető néhány, a várban feltárt lakóputri is.
Az 1075-ben „civitas Bichor” néven említett Biharvár első korszaka a honfoglalást követő időszakra, a 10. század első felére nyúlik vissza. A közeli Somlyóhegyen került elő a hozzá tartozó temető, ami szinte páratlan a honfoglalás kori régészetben. Egy sorban nyolc nyugat-keleti tájolású lovassírt tártak fel. Lábhoz tett, felszerszámozott lóbőrös temetkezések, a halottak jobb oldalán megvasalt tegez a rangjelző 2-4-6 nyílcsúccsal,  Vezetőjüket ezüsttel kivert díszöve, szablyája is jelzi. Szomszédjának ezüstszögecsekkel kivert csizmája, aranycsüngős fülbevalója volt. A többiek egyszerűbb temetést kaptak, legfeljebb néhány mentegomb, vascsat, az övön viselt bőrtarsolyban kés és tűzszerszám van a sírjukban. Lóval, kisméretű kengyellel temették el a csoporthoz tartozó egyetlen asszonyt is, aki keleti gyöngysorcsüngős fülbevalót viselt. Csak ő kapott mellékletként élelmet egy „szaltovói típusú” fazékban.
A vár uraié lehetett a kétélű, vas markolatgombos Karoling-kard, rájuk utal a díszes, „rozettás” lószerszámdísz is. A várnép összetételét szilágynagyfalusi típusú szláv és „szaltovói típusú” magyar fazekak jelzik. A köznépi temetőben a halotti obolusok azt jelzik, hogy a temető a 10. századtól használatban maradt egészen II. András koráig, amire az lehet a magyarázat, hogy a 11. században templom épült itt.
Biharvár körzetéhez tartozó lovassírok kerültek elő Köröstarján-Csordásdombon, egy korábbi kelta temető területén. Itt szablyával eltemetett férfi és ezüst szőlőfürtcsüngős fülbevalókat viselő női temetkezéseket tártak fel.
Biharvár korabeli jelentőségét, a nagy számú környező lakosságot jelzik a közeli településeken talált sírok: Biharszentandráson (I. László koráig), Hegyközkovácsiban (10–11. századi bronzcsörgő), Biharfélegyházán, (sodrott nyakperec, állatfejes karperec, gyűrű), Biharszentjános-Klastromdombon (I. László-obulus, gyűrűk, gyöngyök), Hegyközszentimrén (I. István pénzével), Jankafalván és Ártándon is, ahol a lovassírok is a temetőben voltak.

## Népesség
1992-ben társközségeivel együtt 5668 lakosa volt, melyből 5082 magyar, 555 román, 20 cigány és 3 német volt.
2011-ben 4205 lakosából 3448 magyar, 611 román, 11 cigány és 4 szlovák anyanyelvű volt.

## Közlekedés
A települést érinti a Nagyvárad–Székelyhíd–Érmihályfalva–Nagykároly–Szatmárnémeti–Halmi–Királyháza-vasútvonal.

## Testvértelepülései
- Nyírbogdány, Magyarország

## Nevezetességek
- Bihar község, a bihari hágó közelében állt egykor a kápolnai pálos rendház, az egyetlen magyar alapítású középkori szerzetesrend, a pálosok rendháza és temploma.
- Bihari földvár.[4]